# 기업결합
기업결합(combination of enterprise)은 독점규제법이 제7조 등에서 사용하고 있는 법령용어이다. 비록 독점규제법에서는 기업결합이 무엇을 의미하는지에 대해 따로 정의하고 있지 않으나, 기업결합이란 기업 간의 자본적, 인적, 조직적 결합을 통하여 경제적으로 단일한 지배관계를 형성하는 과정 및 형태라고 할 수 있다. 기업결합은 M&A나 합병 등의 용어와 혼용되기도 하는데, 이들 표현과 독점규제법에서 표현하고 있는 기업결합은 그 의미가 완전히 부합되는 표현은 아니다. 기업결합은 결합의 당사자 중 어느 한쪽의 경제적 독립성이 상실되는 기업 간 결합의 형태이며 법적 독립성을 유지하는 상태에서도 기업결합은 성립될 수 있다. 하지만 합병이나 M&A의 경우 피취득기업들의 경제적인 독립성뿐만 아니라 법적 독립성까지 상실하는 결과를 초래한다. 기실 합병이나 M&A는 기업결합의 가장 강력한 형태라고 볼 수 있으며, 피취득기업들의 경제적 독립성뿐만 아니라 법적 독립성까지 상실된다는 점에서 기업결합과 개념상 차이가 있다.:77또한 기업결합은 참여기업들의 경제적 독립성을 상실시키지 않은 채 특정 경쟁 행위만을 조율하는 공동행위 혹은 카르텔과도 구분되는 개념이다.
기업결합은 수단이나 시장에 미치는 효과에 따라서 다양한 유형으로 분류될 수 있으며 이러한 기업결합은 당사자들 중 최소한 하나의 경제적 독립성을 상실시켜 시장에서의 경쟁을 침해할 가능성이 있기 때문에 각국 독점규제법의 주요 규제 대상이 되고 있다.

## 기업결합의 수단과 방법에 따른 분류
독점규제법에서는 기업결합을 결합 수단이 무엇인가에 따라 주식취득, 임원겸임, 회사의 합병, 영업의 양수, 회사설립에의 참여 등으로 구분하고 있다.

### 주식취득에 의한 기업결합
주식취득에 의한 기업결합은 기업결합을 목적으로 다른 회사의 주식을 취득 또는 소유하는 것을 의미한다. 일반적으로 주식이란 주식회사에 대한 주주로서의 지위를 가리키는데, 독점규제법에서의 규제대상은 주식회사뿐만 아니라 유한회사, 합작회사 등도 포함되므로 여기서 말하는 주식의 범위에는 지분도 포함된다.:9주식취득은 기업내부의 엄격한 절차를 거치지 않아도 된다는 점에서 매우 용이한 결합수단이며 당사자가 은밀하게 기업결합을 추진할 수 있다는 점에서 가장 선호도가 높고 기업결합의 수단 가운데 가장 흔한 형태라고 할 수 있다.:94

### 임원겸임
임원 또는 종업원에 의해 다른 회사의 임원지위를 겸임하는 방식으로 기업결합을 추진하는 것을 임원겸임에 의한 기업결합이라고 한다. 임원은 회사의 이사, 대표이사 등 기업의 영업전반을 총괄적으로 처리할 수 있는 상업사용인을 말하며 종업원이란 계속해서 회사의 업무에 종사하는 자로서 임원 이외의 자를 말한다. 임원겸임을 통한 기업결합의 경우 큰 비용을 수반하지 않으면서도 해당 기업들을 효과적으로 경제적 단일체로 행동하게 만들 수 있는 장점이 있다.:94

### 회사의 합병
독점규제법에서는 누구든지 직접 또는 특수관계인을 통하여 다른 회사와의 합병을 함으로써 일정한 거래분야에서 경쟁을 실질적으로 제한하는 행위를 제한하고 있다.여기서 회사의 합병이란 흔히 말하는 M&A로 둘 이상의 기업이 통합되어 하나의 기업이 되는 합병(Merger)와 한 기업이 대상기업의 주식 또는 자산을 취득하여 경영권을 획득하는 인수(Acquisition)를 포함한다.:3따라서 합병을 통한 기업결합은 둘 이상의 기업이 흡수, 신설합병 등의 방법을 통하여 경제적으로는 물론 법적으로까지 결합되므로 결합의 강도 면에서 가장 강력하고 완벽한 형태이다.

### 영업의 양수
독점규제법에서는 직접 또는 특수 관계인을 통하여 다른 회사의 영업의 전부 또는 주요 부분을 양수함으로써 일정한 거래분야에서 경쟁을 실질적으로 제한하는 행위를 규제하고 있다. 이 때 영업의 양수란 다른 회사의 영업의 전부 또는 주요부분의 양수·임차 또는 경영의 수임이나 다른 회사의 영업용 고정자산의 전부 또는 주요부분을 양수하는 것을 말한다. 그리고 이 때 주요부분이라 함은 해당 상품 또는 용역의 생산과 공급에 있어서 실질적으로 영업이 곤란할 정도의 영향을 미칠 수 있는 부분을 의미한다.

### 새로운 회사설립에의 참여
기업들은 새로운 회사설립에 참여하는 방식을 통해서도 결합할 수 있다.일반적으로 이 방식은 기업들이 원재료의 공동구매나 완성품의 공동수송 또는 공동판매를 위한 합작회사 설립에 참여하는 방식으로 실현된다.:95 새로운 회사가 설립되면 일반적으로 관련 시장에서의 기업수가 증가하기 때문에 관련시장의 경쟁을 촉진할 수 있다. 그럼에도 독점규제법은 경쟁사업자가 합작회사를 설립하거나, 한 시장에서 시장지배적 지위를 가지는 사업자가 시장의 봉쇄효과를 가져올 수 있는 인접시장에서 새로운 회사를 설립하는 경우에는 이러한 새로운 회사설립이 경쟁제한적인 수단으로 악용될 수 있기 때문에 새로운 회사설립에의 참여를 통한 기업결합을 규제하고 있다.

## 시장에 미치는 효과에 따른 분류
기업결합은 그것이 시장에서의 경쟁에 미치는 효과를 기준으로 수평기업결합, 수직기업결합, 혼합기업결합으로 구분할 수 있다. 독점규제법 상의 「기업결합심사기준」은 기업결합을 이와 같이 세 가지 유형으로 구분하여 경쟁제한성을 판단하고 있다.:12

### 수평기업결합
수평기업결합(horizontal merger, horizontal concentration)은 동일시장 내에서 경쟁관계에 있는 회사간의 결합을 의미한다. 따라서 필연적으로 사업자의 수적 감소 및 시장지배력의 집중상태를 유발하게 된다.:106 따라서 수평결합의 경우에는 동일시장 내의 경쟁관계에 있는 회사들 간의 결합으로 그들 사이의 경쟁이 바로 사라지게 된다는 점에서 수직결합과 혼합결합에 비하여 경쟁제한의 발생 가능성이 높은 유형의 기업결합이라고 할 수 있다.
경제적으로 수평결합은 동일시장 내 회사간에 이루어지므로 생산설비의 효율적인 활용, 제품생산의 적정화, 중복되거나 노후한 시설의 폐쇄, 재고량의 감축, 시장판로의 중복회피, 조직, 인사, 교육훈련, 연구개발 등에서의 비용절감 등의 효과를 통한 규모의 경제를 기할 목적으로 행하여지는 것이 보통이다.:14이렇게 수평적 기업결합이 규모의 경제를 창출한다는 점 때문에 수평기업결합은 수직기업결합이나 혼합기업결합 등 다른 형태의 기업결합보다도 더욱 잠재적인 효율성을 가질 수도 있다.:37

### 수직기업결합
수직기업결합(vertical merger, vertical concentration)은 수직적인 거래관계에서 현재 또는 잠재적으로 고객과 공급자 관계에 있는 기업들이 하나의 기업으로 결합하는 것으로 어느 회사가 그와 고객 관계에 있는 회사를 취득하는 형태 또는 공급자 관계에 있는 회사를 취득하는 형태 등 두 가지 기본 형태를 취한다. 즉, 수직기업결합이란 어떤 상품 또는 용역의 생산에서 판매에 이르기까지에서 거래단계를 달리하는 기업끼리의 결합을 의미한다. 이는 다시 공급기업이 구매기업을 결합하는 전방 결합(예 : 자동차 부품회사가 자동차 조립·생산회사를 결합)과 구매기업이 공급기업을 결합하는 후방 결합(예: 자동차 조립·생산회사가 자동차 부품회사를 결합)으로 구분할 수 있다. 수직기업결합은 생산과 유통과정에서 비용을 절감할 수 있는 장점이 있지만, 경쟁관계에 있는 사업자의 구매선이나 판매선을 봉쇄하거나 경쟁자에 대한 차별 등의 방법으로 경쟁에 악영향을 미칠 수 있다.:12이는 새로운 기업의 시장 진입을 방해하며 기업결합의 참가자들의 기존 시장지배력을 견고히 할 수 있다는 점에서 경쟁제한성을 가질 수 있다.

### 혼합기업결합
혼합형결합(conglomeratemergers, conglomerate concentration)은 복합형 결합이라고도 하는데, 수평적이거나 수직적인 관계에 있지 않은 기업들 사이에서의 결합을 말한다.:24 따라서 직접적인 경쟁관계나 거래관계에 있지 않은 기업들간에 이루어지는 기업결합이므로 대개의 경우 경쟁제한적 효과를 야기하지 않으며, 경쟁제한성을 입증하는 것도 용이하지 않다.:108 즉, 혼합기업결합의 결과 취득회사나 피취득회사와 관련된 어느 시장에서도 기업 수의 감소 또는 변화를 초래하지 않으며, 시장구조나 시장 집중도의 정도에 변화를 수반하지 않는다.:38 그럼에도 불구하고 혼합결합은 잠재적 경쟁의 배제, 결합기업의 종합적 사업 능력의 현저한 증대로 인한 경쟁사업자 배제, 시장진입에 필요한 최소 자금규모의 현저한 증가로 인한 진입장벽의 증대와 같은 경쟁제한 효과가 발생할 수 있다. 또한 최근 공정거래위원회 등의 기관은, 우리나라 독점규제법의 기업결합심사기준에는 명시되어 있지 않지만 유럽연합에서 사용되어 온 포트폴리오 효과 기준을 적용하여 혼합기업결합의 경쟁제한성 및 위법성을 추론해내고 있다.:108

## 기업결합의 위법성 판단
독점규제법에서는 기업결합이 일정한 거래분야에서 실질적으로 경쟁을 제한할 경우 이를 규제하고 있으며 다만 일부 기업결합의 경우 예외를 인정하고 있다.

### 경쟁제한성
독점규제법 제2조 제8호의2에서는 기업결합의 경쟁제한성의 의미를 일정한 거래분야에서 경쟁이 감소하여 특정 사업자 또는 사업자단체의 의사에 따른 자유로운 가격·수량·품질 기타 거래조건 등의 결정에 영향을 미치거나 미칠 우려가 있는 상태를 초래하는 행위로 정의하고 있다. 2011년 심사기준에서는 법의 정의 조항의 내용을 좀 더 명확히 하여 “경쟁을 실질적으로 제한하는 기업결합” 또는 “경쟁제한적 기업결합”의 정의를 당해 기업결합에 의해 일정한 거래분야에서 경쟁이 감소하여 특정한 기업이 어느 정도 자유로이 상품의 가격·수량·품질 기타 거래조건, 혁신, 소비자선택가능성 등의 결정에 영향을 미치거나 미칠 우려가 있는 상태를 초래하거나 그러한 상태를 상당히 강화하는 기업결합이라고 규정하고 있다. 그리고 “경쟁제한성” 또는 “경쟁을 실질적으로 제한한다”함은 그러한 상태를 초래하거나 그러한 상태를 상당히 강화함을 의미하는 것으로 규정하고 있다.“혁신, 소비자선택가능성”은 혁신을 저해하거나 소비자선택가능성을 줄이는 것도 경쟁을 실질적으로 제한하는 것에 해당함을 명시한 것으로, 미국의 2010년 수평기업결합지침의 내용을 참고한 것이다.
기업결합심사기준에 따르면 경쟁제한성은 기본적으로 기업결합에 참여하는 기업들의 시장점유율을 기초로 하여 판단하지만, 실무상으로는 그외에도 시장조건이나 예상되는 시장 변화의 가능성 등 기타 경쟁 요인들을 추가적으로 고려한다.:89 이 때 시장점유율은 일정한 거래분야에 공급된 상품의 총 공급액 중에서 당해 회사가 공급한 상품의 금액이 차지하는 비율을 말한다. 다만 기업결합심사기준에서는 시장점유율을 금액기준으로 산정하기 곤란하거나 부적절한 경우에는 물량 기준 또는 생산능력기준으로 경쟁제한성을 산정할 수 있도록 하고 있다.:19 한편, 법원은 기업결합의 경쟁제한성을 판단하기 위해서는 시장 집중도, 시장지배력 남용가능성, 시장신규진입의 가능성, 경쟁업체간의 공동행위 가능성, 해외경쟁의 도입가능성 등을 종합적으로 고려하여야 한다고 판시한바 있다.

### 예외적 허용
일정한 거래분야에서 경쟁을 실질적으로 제한하는 기업결합은 원칙적으로는 금지되지만, 독점규제법 제7조 제2항 각 호의 1에 해당한다고 공정거래위원회가 인정하는 기업결합은 예외적으로 허용된다. 즉, 기업 결합시 기업의 효율성(efficiency)증대로 인한 국민경제적 이익이 경쟁제한효과를 상회하는 경우와 기업결합 당사회사가 도산 기업(failing company)인 경우에는 국제적 기준에 맞춰 예외적으로 기업결합을 인정하도록 하고 있다.:97

#### 효율성증대효과
기업결합으로 인한 효율성 증대효과란 생산, 판매, 연구개발 등에서의 효율성 증대효과 또는 국민경제 전체에서의 효율성 증대효과를 말한다. 생산, 판매, 연구개발에서의 효율성 증대효과는 기업결합이 생산비용의 절감여부, 판매비용의 절감여부, 판매 또는 수출의 확대 가능성, 물류비용의 절감여부, 생산기술 및 연구능력의 향상 가능성 등을 고려하여 판단한다. 그리고 국민경제 전체에서의 효율성 증대효과는 기업결합이 고용의 증대에 기여하는지 여부, 지방경제의 발전에 기여하는지 여부, 연관산업의 발전에 기여하는지 여부, 환경오염의 개선에 기여하는지 여부 등을 고려하여 판단한다.:114 한편, 기업결합의 효율성 증대효과로 인정받기 위해서는 다음의 요건을 충족해야 한다. 첫째, 효율성 증대효과는 당해 기업결합 이외의 방법으로는 달성하기 어려운 것이어야 한다. 둘째, 효율성 증대효과는 가까운 시일 내에 발생할 것이 명백하여야 한다. 셋째, 효율성 증대효과는 당해 기업결합으로 인한 경쟁제한의 폐해보다 더 커야 한다.:60~61기업결합이 이러한 요건을 모두 충족할 경우 당해 기업결합이 실질적으로 경쟁제한성을 갖더라도 예외적으로 독점규제법의 규제대상이 되지 않는다.

#### 기업의 도산
독점규제법 제7조 제2항 제2호 및 시행령 제12조의4에 의하면, 경쟁제한적인 기업결합이라고 하더라도 회생이 불가한 회사와의 기업결합이라면 규제대상에서 예외적으로 제외하고 있다. 여기서 회생이 불가능한 회사란 회사의 재무구조가 극히 악화되어 지급불능의 상태에 처해 있거나 가까운 시일 내에 지급불능의 상태에 이를 것으로 예상되는 회사를 말한다.:114 결합기업이 이 예외사유에 해당한다는 점을 주장하기 위해서는 (i) 상당기간 대차대조표상의 자본총계가 납입자본금보다 작은 상태에 있는 등 회생이 불가한 회사와의 기업결합으로서 (ii) 기업결합을 하지 아니하는 경우 회사의 생산설비 등이 당해시장에서 계속 활용되기 어렵고, (iii) 당해 기업결합보다 경쟁제한성이 적은 다른 기업결합이 이루어지기 어려운 경우에 해당함을 입증하여야 한다.

## 기업결합 신고제도
기업결합은 해당 기업에게도 중요하지만, 해당 기업이 속한 시장의 입장에서도 매우 중요한 사안이므로 이를 허용할 것인지 아닌지의 판단은 신속하고 정확하게 판단되어야 한다. 이를 위해서 공정거래위원회는 현재 어느 분야에서 어떤 기업들간에 결합이 추진되고 있는지를 파악하고 있을 필요가 있다. 이 때문에 독점규제법은 기업결합을 추진하는 당사자들로 하여금 사전 또는 사후에 공정거래위원회에 기업결합의 사실을 알리도록 하고 있다.:83 다만 모든 기업결합의 경우 해당기업들이 결합신고를 해야 하는 것은 아니다. 독점규제법은 결합기업, 즉 취득하는 회사의 자산총액 또는 매출액의 규모(계열회사의 자산총액 또는 매출액을 합산한 규모)가 3천억원 이상일 경우 신고의무를 귀속시키고 있다.또한 피결합회사의 자산총액 또는 매출액의 규모가 300억원 이상일 경우 역시 신고의무가 발생하게 된다.

## 시정조치
기업결합이 일정한 거래분야에서 경쟁을 실질적으로 제한하거나 제한할 우려가 있는 행위가 있을 때 공정거래위원회는 기업결합 당사회사(피취득회사도 포함)에 대하여 시정조치를 부과할 수 있다. 시정조치에는 당해 행위의 중지 요청, 주식의 전부 또는 일부의 처분, 임원의 사임, 영업의 양도, 시정명령을 받은 사실의 공표, 영업방식 또는 영업범위의 제한 등 경쟁제한의 폐해를 시정할 수 있는 다양한 조치들이 있다.:117 한편 기업결합의 규제는 독점규제법 이외에도 상법, 자본시장과 금융투자업에 관한 법률 등에도 명시되어 있다.:31

## 참고 문헌
- 권오승(2005), 《경제법》, 법문사.
- 권오승 외(2015), 《독점규제법 제4판》, 법문사.
- 신현윤(2014), 《경제법》, 법문사.
- 이기수ㆍ유진희(2012), 《경제법 제9판》, 세창출판사.
- 정호열(2012), 《경제법 제 4판》, 박영사.